# Moskva-Petušky
Moskva-Petušky (rusky Москва—Петушки) je postmoderní surrealisticky laděná a částečně autobiografická novela ruského sovětského spisovatele Venědikta Vasiljeviče Jerofejeva. Jedná se o nejznámější Jerofejevovo dílo, které jej díky mnohovrstevnému pohledu na sovětskou realitu a ruský alkoholismus proslavilo po celém světe (novela byla přeložena do více než třiceti jazyků). Protože alkohol nabývá v ruském prostředí existenciálního rozměru, bývá novela často nazývána „biblí ruských alkoholiků“. Ve skutečnosti však jde o filozofické podobenství marnosti lidského života. Samotný spisovatel ji označil za poemu v próze a další text se bude tohoto žánrového zařazení držet, ačkoliv je poněkud zavádějící, neboť slovem poema je obvykle označována delší lyricko-epická báseň.

## Vznik poemy
Poema byla dokončena již roku 1970, ale pro svůj obsah bylo její vydání v Sovětském svazu zakázáno. Byla proto rozšiřována v samizdatových opisech a brzy se stala „kultovní“ knihou ruského undergroundu. Prvně vyšla v izraelském almanachu Ami v roce 1973 a pak roku 1977 v Paříži. V Sovětském svazu mohla poema vyjít až v době perestrojky. Nejprve vycházela ve zkrácené podobě a s mnoha odstraněnými vulgarismy od prosince 1988 do března 1989 v časopise Trezvosť i kultura (Трезвость и культура), necenzurovaná vyšla poprvé v almanachu Věsť (Весть) v roce 1989.

## Obsah poemy
Poema vypráví příběh alkoholu propadlého Veni (zdrobněle Veničky), který je však zároveň člověkem s citlivou duší, kterému vadí společenská bezohlednost. Jednoho dne se probudí brzy ráno po propité noci na schodech neznámého moskevského činžáku a rozhodne se, že navštíví svou milenku a synka v asi 125 kilometrů vzdáleném výletním městečku Petušky, kam se dá za pár hodin dojet osobním vlakem. Jednotlivé kapitoly poemy nesou názvy podle etap cesty mezi dvěma železničními stanicemi (například Moskva–Srp a Kladivo, Srp a Kladivo–Karačarovo, Karačarovo–Čuchlinka atd.)
Venička vyčká do otevření obchodů, za poslední peníze nakoupí dárek pro synka a také dostatečné množství alkoholu nutného k přežití cesty a na Kurském nádraží nastoupí do vlaku. Během jízdy se dozvídáme že byl před týdnem vyhozen z místa vedoucího dělnické brigády složené z podobných opilců, jako je on. Celou pracovní dobu vždycky propili a na ústředí odesílali socialistické závazky. Venička byl konkrétně odvolán za „zavádění pochybného systému individuálních grafů“, které měly na vodorovné ose naneseny jednotlivé pracovní dny daného měsíce a na svislé kolik toho ten který dělník v konkrétní den v pracovní době vypil v přepočtu na čistý líh. Tyto grafy ukázaly překvapivou korelaci s osobními vlastnostmi příslušné osoby (mladý člen komsomolu měl graf jako Himálaj, zatímco člen KSSS od roku 1936, a tudíž starý páprda, ho měl jako „předjitřní brízu na řece Kamě“).
Ve vlaku vede Venička dlouhé vnitřní monology o alkoholu, historii, filosofii, kultuře i politice, vrší na sebe řadu příběhů, rozpráví a pije se spolucestujícími a především má přízračné vize, ve kterých hovoří s anděly, Bohem, Satanem nebo Sfingou. Cesta tak probíhá v děsivě groteskním tónu a Venička se stává jakýmsi zosobněním tradic ruských svatých bláznů a jurodivých. Během cesty vypijí všichni obrovské množství alkoholu, a protože nikdo z nich nemá lístek, platí revizorovi pokutu také alkoholem (za každý kilometr jeden mililitr). Jenom Venička se z revizorovy moci vykoupí vyprávěním příběhů světových dějin na způsob Pohádek tisíce a jedné noci.
Nakonec Venička upadne do podivného alkoholického snu plného podivných představ (stane se v něm například vůdcem jakéhosi povstání), zaspí stanici Petušky a probudí se ve vlaku, který jede zpět do Moskvy, čímž se kruh marnosti lidského života uzavírá. V naprostém deliriu, napůl v bezvědomí a trýzněn fantastickými vizemi bloudí Venička bezcílně ulicemi noční Moskvy, až se stane obětí čtyřčlenného gangu kriminálníků (možná aluze na čtyři jezdce z Apokalypsy), kteří jej zabijí (je ale možné, že i to jsou jen jeho představy).
Poema ve svém celkovém vyznění představuje vzpouru proti absurditě, chaosu a falešnosti života v Sovětském svazu. Je montáží parodicko-ironických citátů a velkého množství biblických i literárních aluzí na texty desítek autorů. Vysoký styl klasické ruské literatury se v ní spojuje s vulgaritou sociální spodiny. Objevuje se i humor, mnohdy černý, a kvazi-populárně-naučný styl projevující se zejména v odborném návodu na přípravu levných alkoholických koktejlů, jako je například Slza komsomolky, Čubčí pajšl nebo Kanaánský balzám, které se míchají z nejneuvěřitelnějších přísad (denaturovaný líh, leštěnka, brzdová kapalina, lak na nehty, ústní voda, vodička k odstraňování lupů, prostředek proti pocení nohou, nejrůznější parfémy, laky, lepidla či repelenty na hubení drobného hmyzu a k tomu pivo nebo limonáda). Petušky s milovanou ženou a synkem jsou vylíčeny tak idylicky („tam ptačí zpěv neumlká ani v noci, ani v zimě, ani v létě tam jasmín neodkvétá“), že se Veničkova výprava stává blouznivým podobenstvím cesty z pekla do nedostupného ráje. V důsledku toho poema připouští velké množství výkladů a stala se jakýmsi „pratextem“ ruského postmodernismu.

## Filmové adaptace
- Moskau-Petuschki (1991), německý televizní film, režie Jens Carl Ehlers.[4]

## Česká vydání
- Moskva-Petušky, literární časopis Sovětská literatura 1990, přeložil Milan Dvořák.
- Moskva- Petuški zpáteční, Pragma, Praha 1992, přeložil Libor Konvička, znovu 2005.
- Moskva- Petušky, Větrné mlýny, Brno 1999, přeložil Leoš Suchařípa, překlad vznikl na objednávku brněnského HaDivadla pro inscenaci, která měla v režii Jiřího Pokorného premiéru v květnu 1999.[5]
- Moskva- Petušky, Argo, Praha 2012, přeložil Milan Dvořák, jediný překladatel-profesionál mezi překladateli poemy. Jde o upravenou verzi jeho prvního překladu z roku 1990. V uvedených referencích je jeho překlad považován za nejlepší z českých překladů poemy.[6][7]

## Památník
Na moskevském náměstí Borby byl sochaři Valerijem Kuzněcovem a Sergejem Mancerev vytvořen památník poemy skládající se ze dvou soch. Na první je muž (Venedikt) držící se nádražní tabule s názvem Moskva, na druhém mladá žena pod tabulí s názvem Petušky.